# Ernst Pauer
Ernst Pauer (Vienna, 21 dicembre 1826 – Seeheim-Jugenheim, 5 maggio 1905) è stato un pianista, compositore e docente austriaco.

## Biografia
Pauer aveva un legame diretto con le grandi tradizioni viennesi: era nato a Vienna, sua madre era membro della famosa famiglia di pianoforti Streicher e per un certo periodo (1839-44) fu allievo di pianoforte del figlio di Mozart, F.X.W. Mozart e studente di composizione di Simon Sechter. Dopo ulteriori studi con Franz Lachner a Monaco (1845-1847) lavorò come direttore d'orchestra e compositore a Magonza, prima di trasferirsi a Londra nel 1851.
Durante la Grande esposizione di Londra del 1862 a South Kensington fu impegnato ad eseguire quotidianamente recital di pianoforte nel palazzo dell'Esposizione.
Sin dall'inizio, il modo di suonare il pianoforte di Pauer fu ammirato a Londra e lì sviluppò una serie di concerti, con numerose note di programmazione, che illustravano lo sviluppo della musica per tastiera dal 1600 ai tempi moderni; negli anni successivi tenne conferenze su questo e molti altri argomenti. Per cinque anni fece parte del personale della National Training School for Music (1859-64) e successivamente fu reclutato nel 1876 come professore di piano nel nuovo Royal College of Music. Fu anche Professore associato alla Facoltà di Musica dell'Università di Cambridge.
L'interesse di Pauer per la musica per le antiche tastiere e per l'esecuzione storicamente consapevole si riflesse sulle sue numerose edizioni. Fu anche attivo come autore e arrangiatore. Si ritirò nel 1896 a Jugenheim in Germania, dove morì nel 1905.
Suo figlio Max von Pauer (1866-1945) divenne anche un pianista di fama mondiale.

## Selected list of works

### Books
- The elements of the beautiful in music. London, Novello, 1876
- The art of pianoforte playing. London, Novello, Ewer and Co., 1877
- Musical forms. London, New York, Novello and Co., H.W. Gray Co, 1878
- The birthday book of musicians and composers. London, Edinburgh Forsyth Bros., 1881
- A dictionary of pianists and composers for the pianoforte. With an appendix of manufacturers of the instrument. London, Novello, Ewer & Co.'s Music Primers, etc. No. 46, 1895
- The Culture of the Left Hand. A Collection of useful and practical [P. F.] Exercises and Studies for giving strength, firmness, independence and suppleness to the left hand. Selected, fingered, revised and edited by E. Pauer, etc. London, Augener, 1907

### Music Editions
- Alte Claviermusik in chronologischer Folge neu hrsg. und mit Vortragszeichen vers. von E. Pauer. Leipzig, Senff, o. J.
- Alte Meister. Sammlung werthvoller Klavierstücke des 17. und 18. Jahrhunderts. Leipzig, Breitkopf und Härtel, o. J., 3 Bände
- R. Schumann's vocal album. London, Augener, o. D.
- The piano works of F. Mendelssohn-Bartholdy edited by E. Pauer. London, Augener, 1865-1873
- Recollections of Meyerbeer. Six transcriptions for the Pianoforte. London, 1867
- Winter Journey. Die Winterreise. 24 Songs with pianoforte accompaniment. Edited by E. Pauer. Eng. & Ger. Offenbach s./M, Chez Jean André, 1871
- Das wohltemperierte Klavier. 48 preludes and fugues by J.S. Bach. 1874
- 50 harpsichord lessons selected, revised and fingered by E. Pauer. 1877
- The complete Piano works of W. A. Mozart, edited by E. Pauer. 1874
- The complete Piano Works by F. Schubert, edited by E. Pauer. London, Augener, 1874
- Mendelssohn-Bartholdy. Complete works for Pianoforte and Orchestra with a compressed score of the Orchestral accompaniments to be used on a second Pianoforte. Arranged and revised by E. Pauer. London, 1879
- The piano works of Robert Schumann, edited by E. Pauer. 1879 (?)
- Complete Pianoforte solo works [by Haydn, Joseph]. Edited by E. Pauer. London, 1879
- The Children's Beethoven. Short pieces for the Pianoforte revised by E. Pauer. London, Augener, 1879
- Old English Composers for the Virginals & Harpsichord. A collection of preludes, galliards, pavanes, grounds, chaconnes, suites, overtures, sonatas, etc. etc. selected from the works of William Byrde, Dr. John Bull, Orlando Gibbons, Dr. John Blow, Henry Purcell and Dr. Thomas Augustine Arne. Revised & edited by E. Pauer. With biographical notices by W. A. Barrett, etc. 1879
- The complete piano solo works by C. M. von Weber, edited by E. Pauer. London, Augener, 1879
- Transcriptions for the Pianoforte by F. Liszt. Revised by E. Pauer, 1880
- Julius Schulhoff-Album. Favorite Pianoforte Pieces. Edited by E. Pauer. London, Augener & Co, 1882-1878
- Complete Piano Works of L. van Beethoven. Edited by Ernst Pauer. London, Augener & Co., 1865 - 1873
- 50 Special and Preparatory Studies for the pianoforte intended as an assistance to a thoroughly artistic performance of Beethoven's Sonatas. London, Augener & Co, 1895
- Zemiroth Israel, traditional Hebrew melodies chanted in the synagogue and the home edited, harmonized and arranged for the pianoforte by Ernst Pauer; with an explanatory preface by Francis L. Cohen. London, Augener, 1896
- The complete dances by L. van Beethoven, edited, revised and partly arranged for the pianoforte by E. Pauer. London, Augener & Co., ca. 1892
- Alte Tänze. Samml. d. berühmtesten dt., franz. u. ital. Gavotten; für Pianoforte ausgew., theilw. einger. u. durchges. von E. Pauer. Leipzig, Breitkopf und Härtel, 1910